# Пастухов, Николай Исакович
Николай Исакович Пастухов (13 мая 1923, Пески, Гомельская губерния, СССР — 23 мая 2014, Москва, Россия) — советский и российский актёр театра и кино; народный артист РСФСР (1977). Участник Великой Отечественной войны.

## Биография
Родился 13 мая 1923 года в деревне Пески Суражского района (ныне — в Брянской области) в семье Исака Никаноровича и Зинаиды Моисеевны Пастуховых. В 16-летнем возрасте поступил в театральную студию Бауманского дворца пионеров к педагогу С. В. Серпинскому. В 1941 году поступил в Театральное училище имени М. С. Щепкина.
В Центральный театр Красной армии (ЦТКА) впервые пришёл ещё до Великой Отечественной войны. Призван в РККА 7 октября 1942 года Бауманским РВК города Москвы. На фронте с сентября 1943 года: с 25 сентября по 14 декабря 1943 года в составе 10-й гвардейской танковой бригады, с 27 апреля 1944 года в составе 1 олзсп (1-го отдельного литерного запасного стрелкового полка или, возможно, в составе 1-го латышского резервного полка), с 12 июля 1944 года и до конца войны в составе 308-й стрелковой дивизии. Был легко ранен. К концу войны числился в должности, выступал перед бойцами в качестве певца и декламатора. 18 мая 1945 года музыкант музыкального взвода 308-й стрелковой дивизии гвардии младший сержант Пастухов был представлен к награждению орденом Красной Звезды и 20 мая 1945 года награжден медалью «За боевые заслуги» (статус награды понижен командованием дивизии). Уже 21 мая 1945 года он был вновь представлен непосредственным начальником командиром музыкального взвода к награждению орденом Красной Звезды по основаниям, фактически аналогичным указанным в ранее составленном наградном листе, и 23 мая 1945 года приказом по дивизии был награжден этим орденом.
В 1945 году вернулся в ЦТКА. В 1953—1957 годах — актёр Тамбовского драматического театра имени А. В. Луначарского, в 1957—1958 годах — «Современника», с 1958 года — вновь актёр Центрального театра Советской армии.
Скончался 23 мая 2014 года в Москве, на 92-м году жизни. Похоронен с воинскими почестями на Троекуровском кладбище (уч. №9).

### Семья
- отец — Исак Никанорович Пастухов
- мать — Зинаида Моисеевна Пастухова
- супруга — Алла Гавриловна Пастухова (род. 1937)
  - дочь — Людмила Николаевна Пастухова (род. 1952)

## Театральные работы

### ЦАТРА
- 1960 — «Лявониха на орбите» А. Макаенка — Тисаков
- 1963 — «Под одной из крыш» В. Аграненко — Девяткин
- 1969 — «Дядя Ваня» А. П. Чехова — Телегин-Вафля
- 1976 — «Старик» М. Горького
- 1978 — «Святая святых» — Кэлин Абабий; «Снеги пали» — Мартыныч
- 1986 — «Статья»
- 1987 — «Ленинградец» А. М. Червинского
- 1991 — «Игрок» Ф. М. Достоевского
- 1992 — «Холостяк» И. С. Тургенева — Михайло Иванович Мошкин
- 1996 — «Много шума из ничего» Шекспира — отец Франциск
- 1998 — «На дне» М. Горького — Костылёв
- 2003 — «Поздняя любовь» А. Н. Островского — Герасим Порфирьевич Маргаритов
- 2004 — «Бесы» Ф. М. Достоевского — Тихон
- «Настоящий человек» по Б. Н. Полевому — Алексей Петрович Мересьев
- «Фабричная девчонка» А. М. Володина — Бибичев
- «Последнее свидание» А. М. Галина — Ермолаев
- «Нянька» К. М. Станюковича — Федос Чижик
- «Закон вечности» Н. В. Думбадзе — Иорама
- «Свадьба Кречинского» А. В. Сухово-Кобылина — Пётр Константинович Муромский

### Другие площадки
- «Апостол Павел» (2004; Творческое объединение «Дуэт», «Anno Domini»).

## Фильмография
- 1961 — Укрощение строптивой — повар
- 1970 — Дядя Ваня — Илья Ильич Телегин
- 1972 — Станционный смотритель — Самсон Вырин
- 1973 — С тобой и без тебя — Роман
- 1973 — Следствие ведут ЗнаТоКи. Дело № 8. Побег — начальник Еловского РОВД Алексей Фёдорович Гусев
- 1973 — Ступени — Иван Рухлин
- 1974 — Свой среди чужих, чужой среди своих — чекист Степан Липягин
- 1975 — На край света… — старик
- 1975 — От зари до зари — Фёдор Васильевич Рожнов
- 1975 — Раба любви — сценарист Вениамин Константинович
- 1976 — Неоконченная пьеса для механического пианино — Порфирий Семёнович Глагольев
- 1977 — Следствие ведут ЗнаТоКи. Дело № 11. Любой ценой — Тобольцев
- 1978 — В день праздника — Пантелеймон Дмитриевич Гринин
- 1978 — Накануне премьеры — директор ТЮЗа Иван Максимович
- 1979 — День свадьбы придётся уточнить — Пётр Андреевич Шитов
- 1979 — Несколько дней из жизни И. И. Обломова — Иван Богданович Штольц, отец Андрея
- 1980 — Три года — врач Сергей Борисович Белавин, отец Юлии
- 1981 — Капель — Аркадий Семёнович
- 1982 — Мы жили по соседству — Иван Дмитриевич
- 1982 — Профессия — следователь — пенсионер Николай Николаевич Губанов
- 1983 — Гори, гори ясно… — Тимофей Локтионов
- 1984 — Столкновение — хирург Наримантас
- 1986 — Личный интерес — председатель колхоза Алексей Степанович Кунцевич
- 1987 — Виктория — Оскар Борисович
- 1987 — Христиане — священник
- 1987 — Испытатели — Евгений Евсеевич
- 1987 — Статья — секретарь обкома Савостин
- 1988 — Одно воскресенье — Николай Степанович
- 1988 — Презумпция невиновности — лжемилиционер Пётр Никитич
- 1989 — Авария — дочь мента — дед Валерии
- 1989 — Леди Макбет Мценского уезда — Зиновий Борисович
- 1989 — Навеки — 19 — санитар
- 1989 — Смиренное кладбище — священник
- 1989 — Святая святых — Кэлин Абабий
- 1990 — По 206-й… — Алексей Семёнович, первый секретарь райкома
- 1990 — Русский дом (США) — дядя Матвей
- 1991 — Затерянный в Сибири — дядя Миша
- 1991 — Пустыня — Иоанн Креститель
- 1992 — Как живёте, караси? — полковник Иннокентий Всеволодович Картошкин
- 1993 — Внутренний враг
- 1993 — Стрелец неприкаянный — дед Германа
- 1994 — Петербургские тайны — князь Чечевинский
- 1994 — Полицейская академия 7: Миссия в Москве (США) — дедушка
- 1994 — Немой свидетель — сторож
- 1995 — Трамвай в Москве (короткометражка) — Борис Иванович
- 1996 — Волшебное кресло (короткометражка)
- 1997 — Кризис среднего возраста — Бессонов
- 1998 — В двух шагах от неба (короткометражка)
- 2001 — Праздник — Семён Иванович
- 2002 — Next 2 — киоскёр Егор Ильич
- 2003 — На углу, у Патриарших 3 — начальник охраны
- 2003 — Чёрный мяч — вахтёр в школе
- 2006 — Вы не оставите меня — старик

### Телеспектакли
- 1974 — Моё поколение — Стародубцев
- 1978 — Истцы и ответчики — Пётр Яковлевич Трофимов
- 1978 — Игроки — Замухрышкин
- 1982 — Несколько капель — Андрей Иванович, отец Музы, учитель русского языка и литературы
- 1985 — Сеанс гипнотизёра — Василий
- 1985 — Последнее свидание — Константин Иванович Ермолаев
- 1985 — Такой странный вечер в узком семейном кругу — Эдда Павелко
- 1993 — Шопен. Соната номер два
- 1997 — Обида

### Озвучивание
- 1983 — Небывальщина — текст от автора
- 2004 — Начало пути (Утро Патриарха) — текст от автора

### Видеоклипы
Марина Хлебникова, Зима приходит сама — Кукольник

## Признание и награды
- медаль «За боевые заслуги» (20.V.1945; был представлен к ордену Красной Звезды)
- медаль «За победу над Германией в Великой Отечественной войне 1941-1945 гг.»
- орден Красной Звезды (23.V.1945)
- орден Отечественной войны II степени (6.IV.1985)
- заслуженный артист РСФСР (17.IV.1968)
- 1976 — Всесоюзный кинофестиваль (Вторая премия за исполнение мужской роли, фильм «От зари до зари»)
- народный артист РСФСР (21.IX.1977)
- 1978 — Золотая медаль имени А. Д. Попова (спектакль «Святая святых», «Снеги пали»)
- 1999 — Золотая пушкинская медаль («За вклад в развитие, сохранение и приумножение традиций отечественной культуры»).
- 2005 — премия «Золотая маска» («За честь и достоинство»)
- 2000 — орден Почёта[5]